# Albacore (U-Boot, 1942)
Die USS Albacore (SS-218) war ein U-Boot der United States Navy, welches im Zweiten Weltkrieg auf dem pazifischen Kriegsschauplatz zum Einsatz kam und 1944 versenkt wurde. Das U-Boot gehörte der Gato-Klasse an und war nach dem Weißen Thunfisch (englisch: albacore) benannt. Das U-Boot wurde am 21. April 1941 als siebtes Boot seiner Klasse auf der Werft der Electric Boat Corporation in Groton im US-Bundesstaat Connecticut auf Kiel gelegt und lief am 17. Februar 1942 von Stapel. Die Albacore wurde schließlich am 1. Juni 1942 unter dem Kommando von Lieutenant Commander Richard Cross Lake in Dienst gestellt.

## Einsätze im Zweiten Weltkrieg
Nach der Indienstnahme und dem Abschluss der Testfahrten, verlegte die zur amerikanischen Pazifikflotte abkommandierte Albacore Anfang August 1942 durch den Panamakanal und traf am 25. August 1942 in Pearl Harbor ein.

### Erste Feindfahrt
Am 28. August 1942 verließ die Albacore Pearl Harbor mit dem Auftrag, im Seegebiet rund um das Truk-Atoll zu patrouillieren. Erfolge gelangen dem U-Boot hierbei offenbar keine, obgleich Lieutenant Commander Lake die Torpedierung von drei Schiffen mit zusammen etwa 18.000 BRT meldete. Diese Versenkungen wurden allerdings nicht bestätigt und nach dem Krieg auch nicht anerkannt. Am 20. Oktober 1942 endete die erste Feindfahrt in Midway.

### Zweite Feindfahrt
Von Midway aus lief die Albacore am 11. November 1942 zu ihrer zweiten Feindfahrt aus. Ziel des Unternehmens war vor allem das Seegebiet zwischen dem Truk-Atoll und der Nordostküste von Papua-Neuguinea. Während dieser Feindfahrt gelang Lieutenant Commander Lake ein Erfolg:
- 18. Dezember 1942: Torpedierung und Versenkung des japanischen Leichten Kreuzers Tenryū (3.948 ts) etwa 15 Seemeilen östlich von Madang. Das von vier Zerstörern und zwei Hilfsschiffen gesicherte Schiff wurde in den Abendstunden von zwei Torpedos getroffen und sank innerhalb von etwa zwei Stunden. 23 Seeleute kamen beim Untergang ums Leben. Die Albacore wurde im Gegenzug von zwei Zerstörern beinahe vier Stunden lang verfolgt und erlitt durch Wasserbomben erhebliche Schäden.

Der Kommandant brach daraufhin die Unternehmung ab und lief nach dem australischen Brisbane, wo am 30. Dezember 1942 die zweite Feindfahrt endete.

### Dritte Feindfahrt
Nach einer drei Wochen dauernden Werftüberholung brach die Albacore am 20. Januar 1943 von Brisbane aus zu ihrer dritten Feindfahrt auf. Erneut wurde das U-Boot in das Gebiet östlich von Papua-Neuguinea beordert. Während dieser Feindfahrt gelang ein Versenkungserfolg:
- 20. Februar 1943: Torpedierung und Versenkung des in einem Geleitzug fahrenden japanischen Zerstörers Ōshio (2.370 ts) etwa 70 Seemeilen nordwestlich von Manus. Das Schiff konnte nach der Torpedierung zunächst von dem Zerstörer Arashio in Schlepp genommen werden, brach aber einige Stunden später in starker Dünung auseinander und sank. Acht Seeleute fanden dabei den Tod.[2]

Am 11. März 1943 endete die dritte Feindfahrt in Brisbane.

### Vierte Feindfahrt
Die vom 6. April bis zum 26. Mai 1943 dauernde vierte Feindfahrt führte die Albacore ins Seegebiet des Bismarck-Archipels und in die Nordausläufer der Salomonen. Versenkungen gelangen hierbei keine. Nach der Rückkehr nach Brisbane wurde Lieutenant Commander Lake am 12. Juni 1943 von Lieutenant Commander Oscar E. Hagberg abgelöst.

### Fünfte Feindfahrt
Unter dem Kommando von Hagberg lief die Albacore am 16. Juni 1943 zu ihrer fünften Feindfahrt aus. Erneut ins Gebiet des Bismarck-Archipels und der nördlichen Salomonen beordert, gelangen keine Versenkungserfolge. Die gemeldete Torpedierung eines auf 6.400 BRT geschätzten Schiffes am 19. Juli 1943 wurde später nicht anerkannt. Am 29. Juli 1943 kehrte die Albacore infolgedessen nach Brisbane zurück.

### Sechste Feindfahrt
Nach einer über drei Wochen dauernden Werftliegezeit brach die Albacore am 23. August 1943 zu ihrer sechsten Feindfahrt auf. Auch diese Unternehmung führte das U-Boot ins Gebiet des Bismarck-Archipels. Während dieser Feindfahrt gelangen dem Boot zwei Erfolge:
- 4. September 1943: Torpedierung und Versenkung des japanischen Hilfskanonenbootes Heijo Maru (2.677 BRT) südwestlich von Ponape.
- 5. September 1943: Torpedierung und Beschädigung des japanischen Frachtschiffes Hokusho Maru (4.211 BRT) südwestlich von Ponape. Der Transporter konnte infolge von Torpedoversagern nicht versenkt werden und entkam.

Am 26. September 1943 beendete die Albacore in Brisbane ihre sechste Feindfahrt.

### Siebte Feindfahrt
Am 12. Oktober 1943 lief die Albacore zu ihrer siebten Feindfahrt aus, die das U-Boot ins Seegebiet zwischen Neuirland und den Karolinen führte. Versenkungserfolge gelangen dem U-Boot zunächst nicht, jedoch wurde die Albacore am 8. November 1943 vor Neuirland irrtümlich von einem US-Flugzeug angegriffen und unter Wasser gedrückt. Nur vier Tage später erfolgte südwestlich der Karolinen ein neuerlicher Friendly-Fire-Zwischenfall, welcher beinahe den Verlust des U-Bootes verursacht hätte; eine Douglas A-20 der Fifth Air Force warf eine 227-Kilogramm-Bombe auf die Albacore, die nur knapp verfehlt wurde. Der Naheinschlag verursachte jedoch erhebliche Schäden am Bordstromnetz und beschädigte das Periskop. Da das U-Boot sich in der Alarmtauchphase befunden hatte, sackte es zunächst auf eine Tiefe von 130 m durch, ehe es unter Mühen wieder stabilisiert werden konnte. Erst nach zwei Stunden konnte die Besatzung die Albacore wieder an die Oberfläche bringen.
Trotz der erlittenen Beschädigungen entschloss sich Lieutenant Commander Hagberg, vorerst im Patrouillengebiet zu bleiben und unternahm noch am gleichen Tag den Versuch, den vom US-U-Boot Scamp torpedierten und beschädigten japanischen Leichten Kreuzer Agano vor Neu Hannover abzufangen. Das Vorhaben scheiterte jedoch an der starken Sicherung und die Albacore musste eine vier Stunden dauernde Wasserbombenverfolgung über sich ergehen lassen. Da diese Angriffe erneut Schäden verursachten, entschloss sich Lieutenant Commander Hagberg nun doch zum Rückmarsch nach Brisbane. Dabei gelang noch ein Erfolg:
- 25. November 1943: Torpedierung und Versenkung des einzeln fahrenden japanischen Transporters Kenzan Maru (4.704 BRT) nordöstlich von Manus.

Am 5. Dezember 1943 beendete die Albacore in Brisbane ihre siebte Feindfahrt. Nach einer drei Wochen dauernden Werftüberholung kam am 26. Dezember 1943 mit Lieutenant Commander James W. Blanchard ein neuer Kommandant an Bord.

### Achte Feindfahrt
Ende Dezember 1943 zur achten Feindfahrt ausgelaufen, konnte die im Gebiet zwischen Mikronesien und Papua-Neuguinea operierende Albacore zwei Erfolge erringen:
- 12. Januar 1944: Torpedierung und Versenkung des japanischen Hilfskanonenbootes Choko Maru No. 2 (2.629 BRT) etwa 350 Seemeilen südwestlich von Truk. Zudem sank das von der Choko Maru No. 2 geschleppte kleine Motorboot Hayabusa-Tei No. 4 (25 BRT).
- 14. Januar 1944: Torpedierung und Versenkung des von Palau nach Truk laufenden japanischen Zerstörers Sazanami (2.050 ts) etwa 300 Seemeilen südöstlich von Yap. Das Schiff, von zwei Torpedos getroffen, brach innerhalb von drei Minuten auseinander und sank. 153 Besatzungsmitglieder wurden dabei getötet.[3] 89 Überlebende wurden von dem japanischen Zerstörer Akebono aufgenommen.

Nachdem die achte Feindfahrt im Februar 1944 in Pearl Harbor geendet hatte, verlegte die Albacore nach der Mare Island Naval Shipyard in Kalifornien und wurde dort einer bis Mai 1944 dauernden Grundüberholung unterzogen. Am 13. Mai 1944 traf das U-Boot wieder in Pearl Harbor ein.

### Neunte Feindfahrt
Am 29. Mai 1944 von Pearl Harbor aus zur neunten Feindfahrt ausgelaufen, wurde die Albacore als Vorposten-U-Boot in die anlaufende US-Offensive gegen die Marianen (Operation Forager) einbezogen und nahm im Juni 1944 an der daraus resultierenden Schlacht in der Philippinensee teil. Dabei gelangen Lieutenant Commander Blanchard zwei Versenkungen, darunter auch der größte Erfolg der Albacore:
- 19. Juni 1944: Torpedierung und Versenkung des japanischen Flugzeugträgers Taihō (28.287 ts) etwa 180 Seemeilen nordnordwestlich von Yap. Der zum damaligen Zeitpunkt modernste japanische Flugzeugträger wurde in den Morgenstunden von einem Torpedo (aus einem aus etwa 8.000 m Entfernung abgefeuerten Fächer von sechs Torpedos) getroffen und explodierte etwa sieben Stunden später, da sich hochexplosive Benzindämpfe im Inneren angesammelt hatten. Das Schiff sank um 16.32 Uhr, wobei 660 Besatzungsangehörige den Tod fanden[4].
- 3. Juli 1944: Versenkung des einzeln fahrenden kleinen japanischen Frachters Taiei Maru (136 BRT) durch Beschuss mit dem Deckgeschütz etwa 50 Seemeilen südsüdwestlich von Yap. Nach dem Untergang rettete die Albacore fünf Überlebende, weitere japanische Seeleute (14?) verweigerten indessen die Rettung und ertranken.

Am 15. Juli 1944 beendete die Albacore ihre neunte Feindfahrt in Majuro.

### Zehnte Feindfahrt
Am 8. August 1944 lief das U-Boot von Majuro aus zu seiner zehnten Feindfahrt aus. Die Albacore sollte dabei vor allem im Gebiet zwischen dem Bungo-Kanal und dem Kii-Kanal operieren. Im Laufe dieser Feindfahrt konnte die Albacore drei Erfolge erzielen, wenngleich auch nur gegen kleinere Fahrzeuge:
- 5. September 1944: Torpedierung und Versenkung des japanischen Frachters Shingetsu Maru (880 BRT) nahe Muroto.
- 6. September 1944: Torpedierung und Versenkung des kleinen japanischen Hilfsminensuchbootes Eguchi Maru No. 3 (198 BRT) vor dem Kii-Kanal.
- 11. September 1944: Torpedierung und Versenkung des japanischen Hilfs-U-Boot-Jägers Ch-165 (130 ts) nahe dem Kii-Kanal.

Es waren dies zugleich die letzten Erfolge der Albacore. Am 25. September 1944 kehrte das U-Boot nach Pearl Harbor zurück. Dort kam am 3. Oktober 1944 mit Lieutenant Commander Hugh R. Rimmer ein neuer Kommandant an Bord.

## Untergang derAlbacore
Nachdem die Albacore am 24. Oktober 1944 von Pearl Harbor auslief und unter dem Befehl von Lieutenant Commander Rimmer zu ihrer elften Feindfahrt aufgebrochen war, diese hätte das U-Boot unter anderem ins Seegebiet südöstlich von Hokkaidō führen sollen, operierte sie in den folgenden beiden Wochen vor der Ostküste Japans.
Am 7. November 1944 geriet die getaucht laufende Albacore nahe Esan Zaki, vor der Nordküste Honshūs, in ein aus über 700 Seeminen bestehendes japanisches Minenfeld. Der als Patrouillenschiff eingesetzte bewaffnete japanische Küstenfrachter Fukuei Maru No. 7 konnte am Morgen des 7. November, etwa gegen 9.30 Uhr, eine heftige Unterwasserexplosion und eine zehn Meter hohe Wassersäule im Minenfeld ausmachen. Nur kurze Zeit später schwammen Trümmerstücke, Kork, Teile eines Tiefenruders und ein Ölfilm auf. Es gilt heute als gesichert, dass die Albacore in jenes Minenfeld geriet und nach ein oder zwei Minentreffern (?) gesunken ist.
Mit der Albacore gingen Lieutenant Commander Rimmer und alle 84 Besatzungsmitglieder unter; es gab keine Überlebenden. Das Wrack des U-Boots liegt heute in einer Tiefe von etwa 260 m. Im Rahmen des Lost 52 Project, wurde nach dem Wrack gesucht. Im Februar 2023 wurde bekannt gegeben, dass das Wrack gefunden und identifiziert wurde, von Tamaki Ura, von der Universität Tokyo. Nachdem die Albacore nicht von ihrer Feindfahrt zurückgekehrt war, wurde sie am 30. März 1945 aus dem Schiffsregister gestrichen.

## Auszeichnungen und Erfolge
Für Einsätze im Zweiten Weltkrieg wurde die Albacore mit insgesamt neun Battle Stars ausgezeichnet. Zudem wurde dem U-Boot eine Presidential Unit Citation anlässlich der zweiten, der dritten, der achten und der neunten Feindfahrt zuteil. Insgesamt hatte die Albacore auf zehn Feindfahrten fünf Kriegsschiffe (ein Flugzeugträger, ein Leichter Kreuzer, zwei Zerstörer und ein U-Boot-Jäger) mit zusammen 36.785 ts und sieben Fracht- und Hilfsschiffe mit insgesamt 11.249 BRT versenken können. Außerdem wurde ein 4.211 BRT großes Frachtschiff beschädigt.